# 회운정
회운정은 대한민국 경상북도 의성군 신평면 청운리 177-2에 있다. 2013년 5월 28일 의성군의 문화유산 제22호로 지정되었다.

## 개요
회운정은 전주김씨(全州金氏) 정자로 건립은 조선 후기이고, 근대에 중건된 바 있다. 2010년 8월부터 11월에 걸쳐 서까래 교체 및 지붕개량, 담장 보수, 사주문 신축 등이 있었다. 문중의 회합과 각종 모임에 사용되고 있다.